# Francesco Zoppi
Francesco Zoppi (Verona, 1733 – 1799) è stato uno scultore italiano, introdotto all’arte della scultura da Giovanni Angelo Finali e divenuto uno dei più importanti scultori veronesi della sua epoca.

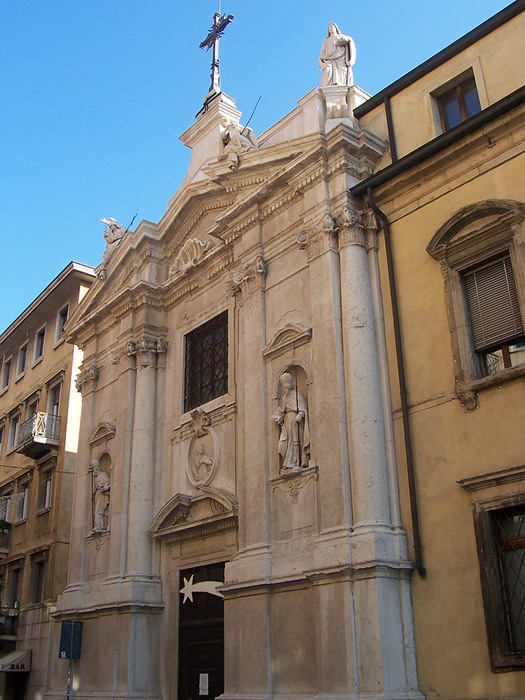
Due statue di Santi scolpite da Zoppi, posizionate sul timpano della facciata della chiesa di Santa Caterina alla Ruota

Data la fama che raggiunse venne chiamato a lavorare in diverse chiese della provincia scaligera e in altre città, in particolare a Rovigo e Ferrara. Si dilettò a scolpire, oltre che il marmo, il legno e l'avorio e fu buon plasticatore. Morì all'età di 66 anni lasciando due figli maschi e due femmine che dal punto di vista professionale e artistico non seguirono le orme paterne.

## Opere
Tra le sue prime opere in marmo vi furono le statue dei Santi Zeno e Niccolò vescovi nel duomo di Verona, realizzate intorno al 1762. Per le chiese veronesi realizzò anche le tre statue che coronano la chiesa degli Scalzi, il Redentore risorto sul tabernacolo dell'altare maggiore nella basilica di San Zeno, la statua della Madonna addolorata col figlio morto in grembo ed Angeli nella chiesa della Santissima Trinità in Monte Oliveto e tutte le statue di marmo che adornano la facciata della chiesa di Santa Caterina alla Ruota, insieme al bassorilievo sopra il portale che raffigura la Santa titolare.
Realizzò numerose opere anche per edifici civili, tra cui due colossali statue che sorreggono il balcone di palazzo Orti Manara (le altre due furono scolpite da Angelo Sartori) insieme alle altre della facciata e del giardino, e alcune statue poste sul parapetto del portico esterno del Teatro Filarmonico. Eseguì anche opere a carattere commemorativo come il busto di Giuseppe Torelli sul suo monumento nella basilica di Santa Anastasia, quello di Antonio Maria Lorgna nella sede dell'Accademia di Agricoltura e quello del poeta Girolamo Pompei datato 1791 e posto nella chiesa dei Santi Nazaro e Celso.